# José Estivalis Calvo
José Estivalis Calvo (Llíria, 4 de gener de 1886 - París, 10 de març de 1939), tipògraf, cineasta anarquista valencià, que va combatre el feixisme amb la seva càmera. També se'l va conéixer com Armand Guerra.

## Biografia
Fill de camperols pobres, fou internat en un seminari de València i als tretze anys començà a treballar de tipògraf. El 1899 fou empresonat per participar en una vaga anarquista i el 1908 marxà a París amb el seu germà. El 1909 col·laborà amb el grup d'exiliats anarquistes de Ginebra Germinal, i després de fer col·laboracions a diverses publicacions de caràcter anarquista el 1911 marxà al Caire per a establir-se en una comunitat anarquista italiana.
El 1913 tornà a París i començà a interessar-se pel cinema. Alhora que treballava de tipògraf, la Unió de Sindicats de França el convidà a fer reportatges de cinema social (a través de la cooperativa fundada per ell Cinema du peuple) i adoptà el seu pseudònim Armand Guerra. El 1915 treballà com a tipògraf a Lausana i el 1917 s'establí a Madrid, on va fundar l'empresa Cervantes Films. Després de fer sis films sense ressò comercial, el 1920 tornà a Lausana, on treballà d'autor, director i traductor de guions per a films alemanys. Durant els anys 20 va treballar als estudis de la UFA a Berlín i el 1925 va participar com a actor a Sommernachtstraum (El somni d'una nit d'estiu) de Hans Neumann, junt a l'actor i llibertari Alexander Granach, amb qui també treballà en Nosferatu de F. W. Murnau. Alhora, fou corresponsal a Berlín de la revista de Barcelona Popular Film, on li van prohibir un film.
El 1930 va rebre algunes ofertes per a dirigir a Espanya, però no va tornar d'Alemanya fins al 1931. Treballà pel Cine Popular Español i intentà fundar uns estudis cinematogràfics a València, però va fracassar per manca de suport econòmic, i el 1934 treballà com a actor a La alegría que pasa (1934) de Sabino Antonio Micon. El 1936 projecta el film revolucionari Carne de fieras, amb escenes de nu femení, però l'esclat de la Guerra Civil espanyola va impedir la seva estrena. Durant el conflicte col·laborà amb la CNT en l'elaboració de documentals i conferències sobre el front i la guerra. Fou empresonat pel Servei d'Intel·ligència Militar (SIM) del 8 d'abril al 26 d'agost de 1938 al vaixell Uruguay al port de Barcelona, d'on fou alliberat per mediació del secretari general de la CNT, Mariano Vázquez.
El febrer de 1939 aconseguí embarcar cap a Seta, d'on després de passar per diversos camps de concentració aconseguí reunir-se amb la seva família a París, on va morir d'un aneurisma poc més tard. La major part de la seva producció s'ha perdut, ja que la seva companya va destruir gairebé tots els seus escrits a Perpinyà el 1942 i només en queden fragments. El 1992 el seu film Carne de fieras fou restaurat i exhibit pel Patronat Municipal Filmoteca de Saragossa.

## Obres

### Llibres
- Stefanoff (1914) a Cuba (no en queda cap exemplar)
- A través de la metralla. Escenas vividas en los frentes y la retaguardia (1936)

### Films
- Un cri dans la jungle (1913)
- Les misères de l'aiguille (1913)
- Le Vieux Docker (1913)
- La Commune (1914)
- La maldición gitana
- Diario de Valencia (1926)
- Luis Candelas, el bandido de Madrid (1926)
- Batalla de damas (1927)
- Die geschenkte loge (La lògia oferta, 1928)
- El amor solfeando (1931) amb Imperio Argentina
- Carne de fieras (1936)
- Estampas guerreras (1937)